# Hinwil
Hinwil (toponimo tedesco) è un comune svizzero di 11 095 abitanti del Canton Zurigo, nel distretto di Hinwil del quale è capoluogo; ha lo status di città.

## Monumenti e luoghi d'interesse

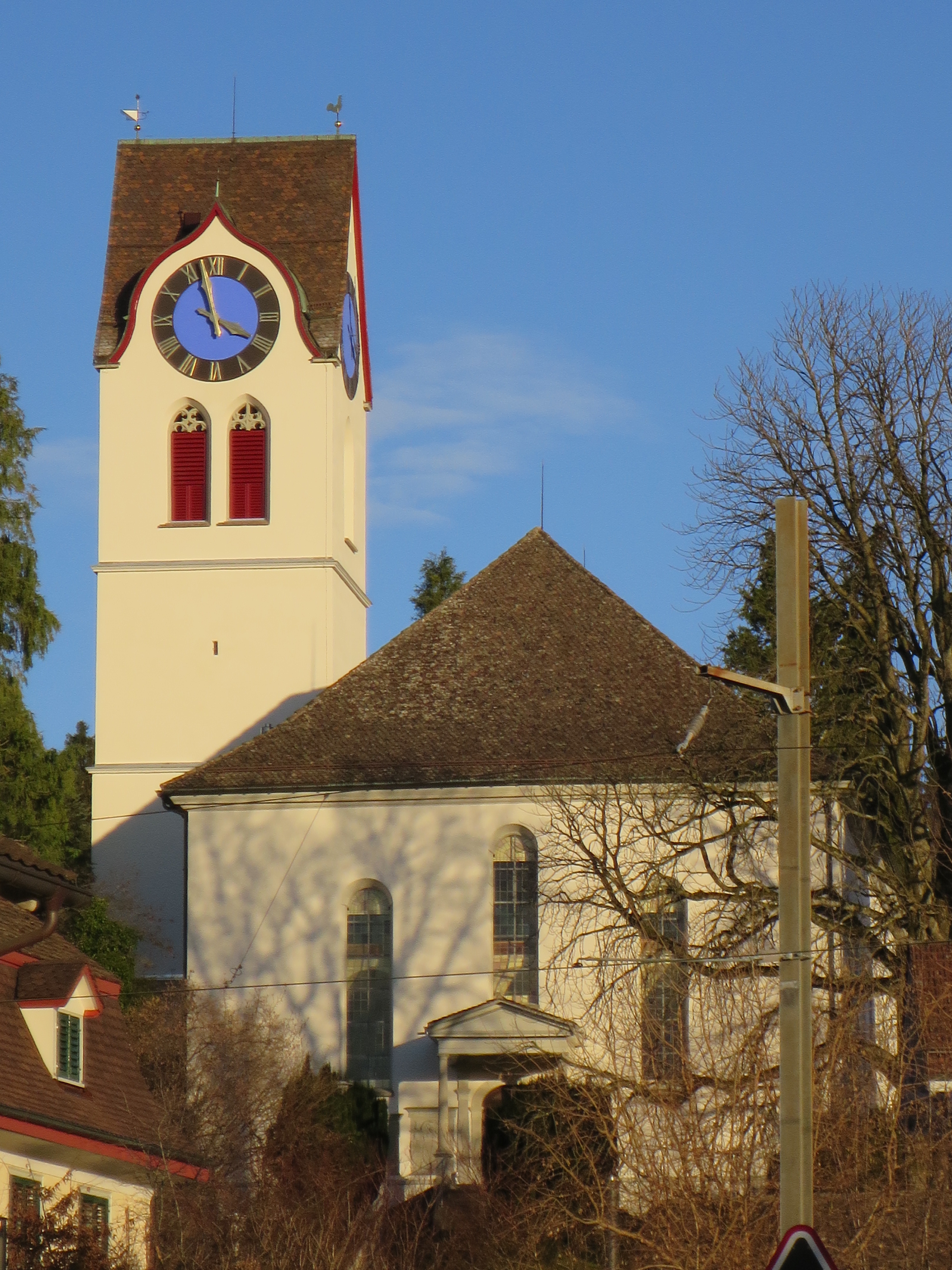
La chiesa riformata

- Chiesa riformata, attestata dall'837[1].

## Società

### Evoluzione demografica
L'evoluzione demografica è riportata nella seguente tabella:
Abitanti censiti

## Geografia antropica

### Frazioni
- Hadlikon
- Hinwil
  - Bossikon
  - Erlosen
  - Girenbad
- Ringwil
- Wernetshausen

## Infrastrutture e trasporti

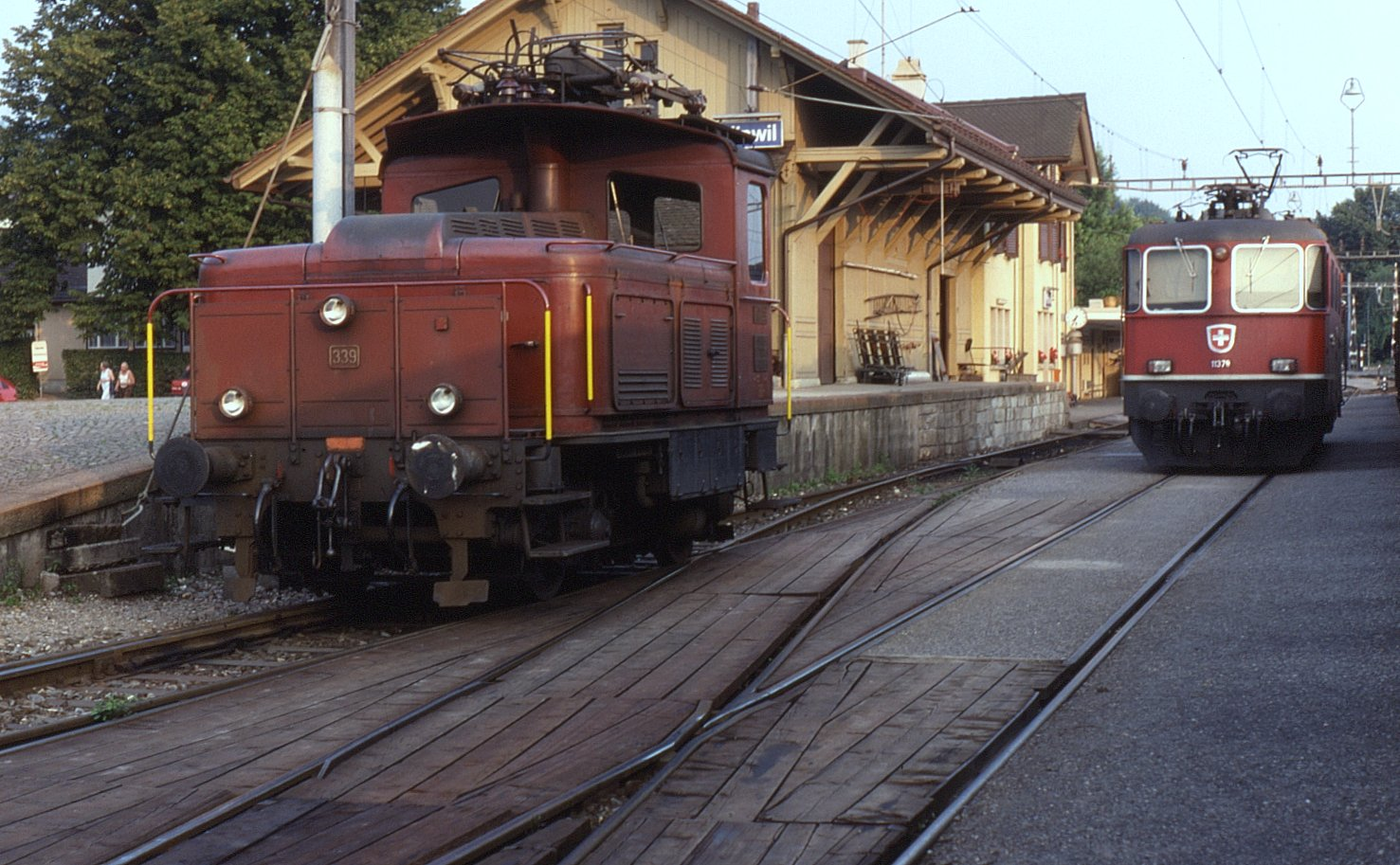
La stazione di Hinwil

Hinwil è servito dall'omonima stazione sulla ferrovia Effretikon-Hinwil e capolinea della linea turistica Hinwil-Bauma ed è capolinea dell'autostrada A52.

## Amministrazione
Ogni famiglia originaria del luogo fa parte del cosiddetto comune patriziale e ha la responsabilità della manutenzione di ogni bene ricadente all'interno dei confini del comune.

## Sport
- La frazione Girenbad ha ospitato i Campionati mondiali di slittino 1961
- Hinwil è stato sede della scuderia di Formula 1 Sauber F1 Team